# Linda Bresonik
Linda Bresonik és una jugadora de futbol amb 84 internacionalitats amb Alemanya. Va jugar uns Jocs Olímpics, tres Mundials i dos Eurocopes entre 2001 i 2011, guanyant dos Mundials (2003, 2007), dues Eurocopes (2001, 2009) i un bronze olímpic (2008). Amb les categories inferiors va ser campiona d'Europa sub-19 i bronze mundial sub-20 al 2002.
Ha jugat a les lligues d'Alemanya i França. Va guanyar la Lliga de Campions amb el MSV Duisburg, amb el qual juga actualment a la Bundeslliga, i també ha sigut subcampiona amb el Paris Saint-Germain.

## Trajectòria
| Temporades    | Club                | Títols                                            |
| ------------- | ------------------- | ------------------------------------------------- |
| 00/01 - 04/05 | FCR Duisburg        | 1 Mundial, 1 Eurocopa, 1 Eurocopa sub-19, 1 Lliga |
| 05/06         | SC 07 Bad Neuenahr  |                                                   |
| 06/07 - 07/08 | SGS Essen           | 1 Mundial                                         |
| 08/09 - 11/12 | FCR Duisburg        | 1 Eurocopa, 1 Lliga de Campions, 2 Copes          |
| 12/13 - 14/15 | Paris Saint-Germain |                                                   |
| 15/16 - act.  | MSV Duisburg        |                                                   |